# 福岡県道99号大川大木線
福岡県道99号大川大木線（ふくおかけんどう99ごう おおかわおおきせん）は、福岡県大川市から三潴郡大木町に至る県道（主要地方道）である。

## 概要
大川市大字鐘ヶ江から三潴郡大木町大字横溝に至る。かつては離合困難な区間が大半を占める農道に近い道路であったが、これらの問題を解消するバイパス道路が開通し、全線片側1車線の快走路となった。一部では民家や大川家具の製造工場が集中している場所がある。

### 路線データ
- 起点：福岡県大川市大字鐘ヶ江（鐘ヶ江大橋交差点、佐賀県道・福岡県道20号佐賀大川線終点、福岡県道47号久留米城島大川線交点）
- 終点：福岡県三潴郡大木町大字横溝（福岡県道83号大和城島線交点）

## 歴史
- 1993年（平成5年）5月11日 - 建設省から、県道中古賀大木線が大川大木線として主要地方道に指定される[1]。
- 1994年（平成6年）4月1日 - 路線認定。

## 路線状況

### 道路施設

#### 橋梁
- 江満橋（大川市）
- 榎町橋（大川市）
- 野口橋（大川市）
- 六地蔵橋（久留米市）
- 浄水橋（久留米市）

## 地理

### 通過する自治体
- 大川市
- 久留米市
- 大川市
- 久留米市
- 三潴郡大木町

### 交差する道路
| 交差する道路                                                  | 市町村名 | 市町村名 | 交差する場所 | 交差する場所            |
| ------------------------------------------------------------- | -------- | -------- | ------------ | ----------------------- |
| 佐賀県道・福岡県道20号佐賀大川線 福岡県道47号久留米城島大川線 | 大川市   | 大川市   | 大字鐘ヶ江   | 鐘ヶ江大橋交差点 / 起点 |
| 福岡県道765号鐘ヶ江酒見間線                                   | 大川市   | 大川市   | 大字鐘ヶ江   | 三又小学校入口交差点    |
| 国道385号                                                     | 大川市   | 大川市   | 大字下林     | 中牟田橋北交差点        |
| 福岡県道702号柳川城島線 重複 福岡県道710号宮本大川線          | 久留米市 | 久留米市 | 城島町江上   | 筒江交差点              |
| 福岡県道83号大和城島線                                        | 三潴郡   | 大木町   | 大字横溝     | 終点                    |

### 沿線
- 筑後川
- 大川市建具工業団地